# Маркус Фойльнер
Маркус Фойльнер (нім. Markus Feulner, нар. 12 лютого 1982, Шесліц) — німецький футболіст, що грав на позиції півзахисника.
Виступав, зокрема, за клуби «Баварія», «Кельн» та «Боруссія» (Дортмунд), а також молодіжну збірну Німеччини.
Дворазовий чемпіон Німеччини. Володар Кубка Німеччини.

## Клубна кар'єра
Народився 12 лютого 1982 року в місті Шесліц.
У дорослому футболі дебютував 2000 року виступами за команду «Баварія II», в якій провів три сезони, взявши участь у 53 матчах чемпіонату. 
Своєю грою за цю команду привернув увагу представників тренерського штабу головної команди клубу «Баварія», до складу якого приєднався 2001 року. Відіграв за мюнхенський клуб наступні два сезони своєї ігрової кар'єри. За цей час виборов титул чемпіона Німеччини, ставав володарем Кубка Німеччини.
Протягом 2004—2006 років захищав кольори клубу «Кельн» II.
Також у 2004 році розпочав виступи за головну команду «Кельна», у складі якого провів наступні два роки своєї кар'єри гравця. 
Протягом 2006—2009 років захищав кольори клубу «Майнц 05».
З 2009 року два сезони захищав кольори клубу «Боруссія» (Дортмунд). 
Згодом з 2011 по 2017 рік грав у складі команд «Нюрнберг» та «Аугсбург».
Завершив ігрову кар'єру у команді «Аугсбург-2», за яку виступав протягом 2017—2019 років.

## Виступи за збірну
Протягом 2002–2004 років залучався до складу молодіжної збірної Німеччини. На молодіжному рівні зіграв у 13 офіційних матчах, забив 1 гол.

## Титули і досягнення
- Чемпіон Німеччини (2):

«Баварія»: 2002-2003
«Боруссія» (Дортмунд): 2010-2011
- Володар Кубка Німеччини (1):

«Баварія»: 2002-2003